# Diaphus wisneri
Diaphus wisneri är en fiskart som beskrevs av Nafpaktitis, Robertson och Paxton, 1995. Diaphus wisneri ingår i släktet Diaphus och familjen prickfiskar. Inga underarter finns listade i Catalogue of Life.